# Sciodoclea modesta
Sciodoclea modesta är en fjärilsart som beskrevs av Jordan 1907. Sciodoclea modesta ingår i släktet Sciodoclea och familjen bastardsvärmare. Inga underarter finns listade i Catalogue of Life.